# Entrisme
L'entrisme est le fait de chercher à influencer ou noyauter un groupe, un mouvement en utilisant des personnes qui y entrent. Ce terme politique est apparu en 1968.

## Années 1990: concept d'entrisme islamique
En Algérie, le Front islamique du salut pratique l'entrisme dès la fin des années 1980.
En France, l'ouvrage Les Territoires perdus de la République (2002) décrit des actions d'entrisme islamique. Le Rapport Obin (2004) témoigne d'actions relevant de l'entrisme islamique.
D'après l'anthropologue Florence Bergeaud-Blackler, le mouvement des Frères musulmans vise notamment à déstabiliser des organisations publiques, par des méthodes qui relèvent de l'entrisme. Ces analyses sont critiquées par d'autres universitaires.
En avril 2024, le premier ministre Gabriel Attal évoque un « entrisme islamiste » dans les écoles françaises et accuse certains groupes[Lesquels ?] d'introduire des préceptes religieux comme la charia dans le système éducatif. Ces propos suscitent des critiques, notamment de la Grande Mosquée de Paris, qui juge l'utilisation du terme « entrisme », issu de l'idéologie trotskiste, inapproprié dans ce contexte.
En mars 2025, Élisabeth Borne, alors ministre de l'Éducation nationale, reprend le terme dans le journal Le Parisien : « Je dis qu'il faut interdire le port de signes religieux dans les compétitions sportives. Mais il faut que l'on prenne ce problème dans sa globalité. Au-delà des interdictions, il est donc important que l'on agisse pour lutter contre la progression de l'entrisme dans la société. »
Le 2 mai 2025, le ministère de l'intérieur rend public un rapport sur l'islamisme politique en France.